# Prochloridea madonna
Prochloridea madonna là một loài bướm đêm trong họ Noctuidae.